# Miiko Albornoz
Pour les articles homonymes, voir Albornoz.
Miiko Albornoz, né le 30 novembre 1990 à Stockholm, est un footballeur international chilien qui possède également la nationalité suédoise. Il commence au IF Brommapojkarna avant de signer avec le club de Malmö FF.

## Carrière

### Hanovre 96
Durant le mercato estival, le défenseur chilien est courtisé par plusieurs clubs européens comme Manchester City, l'Olympique de Marseille, la Lazio Rome, mais il décide de s'engager en faveur du Hanovre 96 en Bundesliga pour 3 millions €.

### En sélection
Miiko Albornoz a joué chez les U17, les U19 et les U21 avec la Suède. À la suite de ses très bonnes performances avec Malmo FF, il est sélectionné par Jorge Sampaoli, sélectionneur du Chili, pour deux rencontres en amical face au Costa Rica, il fait bonne impression en marquant son premier but sous les couleurs de la Roja, le 30 mai 2014, il participe à son deuxième match contre l'Égypte et encore une fois, le jeune défenseur montre ses qualités en réalisant une grande prestation, ce qui lui permet de faire partie des 23 joueurs sélectionnés pour le mondial 2014 au Brésil.

### Vie privée
Albornoz est né à Stockholm d'un père chilien et d'une mère finlandaise.

## Palmarès

### Malmö FF
- Championnat de Suède
  - Vainqueur : 2013 et 2014
- Supercoupe de Suède
  - Vainqueur : 2013